# Indywidualne Mistrzostwa Szwecji na Żużlu 2001
Indywidualne Mistrzostwa Szwecji na Żużlu 2001 – cykl turniejów żużlowych, mających wyłonić najlepszych żużlowców szwedzkich. Tytuł wywalczył Tony Rickardsson (Masarna Avesta).

## Finał
- Avesta, 1 września 2001

| Msc. | Zawodnik              | Klub                   | Pkt |             |  |
| ---- | --------------------- | ---------------------- | --- | ----------- |  |
| 1    | Tony Rickardsson      | Masarna Avesta         | 15  | (3,3,3,3,3) |  |
| 2    | Mikael Karlsson       | Örnarna Mariestad      | 14  | (3,3,3,2,3) |  |
| 3    | Andreas Jonsson       | Rospiggarna Hallstavik | 13  | (2,2,3,3,3) |  |
| 4    | Niklas Klingberg      | Indianerna Kumla       | 12  | (2,3,2,3,2) |  |
| 5    | Stefan Andersson      | Team Svelux Målilla    | 10  | (3,1,2,3,1) |  |
| 6    | Niklas Karlsson       | Vargarna Norrköping    | 9   | (2,1,2,2,2) |  |
| 7    | Magnus Zetterström    | Smederna Eskilstuna    | 8   | (2,0,1,2,3) |  |
| 8    | David Ruud            | Lejonen Gislaved       | 7   | (0,3,0,2,2) |  |
| 9    | Peter Karlsson        | Kaparna Göteborg       | 7   | (3,2,d,1,1) |  |
| 10   | Peter Nahlin          | Smederna Eskilstuna    | 6   | (1,1,3,1,0) |  |
| 11   | Stefan Dannö          | Valsarna Hagfors       | 6   | (1,2,1,1,1) |  |
| 12   | Peter I. Karlsson     | Masarna Avesta         | 5   | (1,0,2,0,2) |  |
| 13   | Niklas Aspgren        | Masarna Avesta         | 3   | (0,2,0,1,0) |  |
| 14   | Henrik Gustafsson     | Indianerna Kumla       | 3   | (1,0,1,0,1) |  |
| 15   | Patrik Dybeck         | Indianerna Kumla       | 1   | (0,0,1,0,0) |  |
| 16   | Claes Ivarsson        | Vetlanda               | 1   | (0,1,0,0,d) |  |
|      | rez. Freddie Eriksson | Rospiggarna Hallstavik | ns  |             |  |
|      | rez. Emil Lindqvist   | Vargarna Norrköping    | ns  |             |  |